# Parafia św. Michała Archanioła w Bielsku Podlaskim
Parafia św. Michała Archanioła – parafia prawosławna w Bielsku Podlaskim, w dekanacie Bielsk Podlaski diecezji warszawsko-bielskiej.
Na terenie parafii funkcjonują 2 cerkwie i 3 kaplice:
- cerkiew św. Michała Archanioła w Bielsku Podlaskim – parafialna
- cerkiew Ikony Matki Bożej „Pomnożycielka Chlebów” w Szastałach – filialna
- kaplica św. Mikołaja w Bielsku Podlaskim
- kaplica Świętej Trójcy przy Policealnym Studium Ikonograficznym w Bielsku Podlaskim
- kaplica domowa – baptysterium św. Jana Chrzciciela w Bielsku Podlaskim

Do parafii należą miejscowości: Bielsk Podlaski, Szastały, Pilipki, Proniewicze i Spiczki.

## Historia

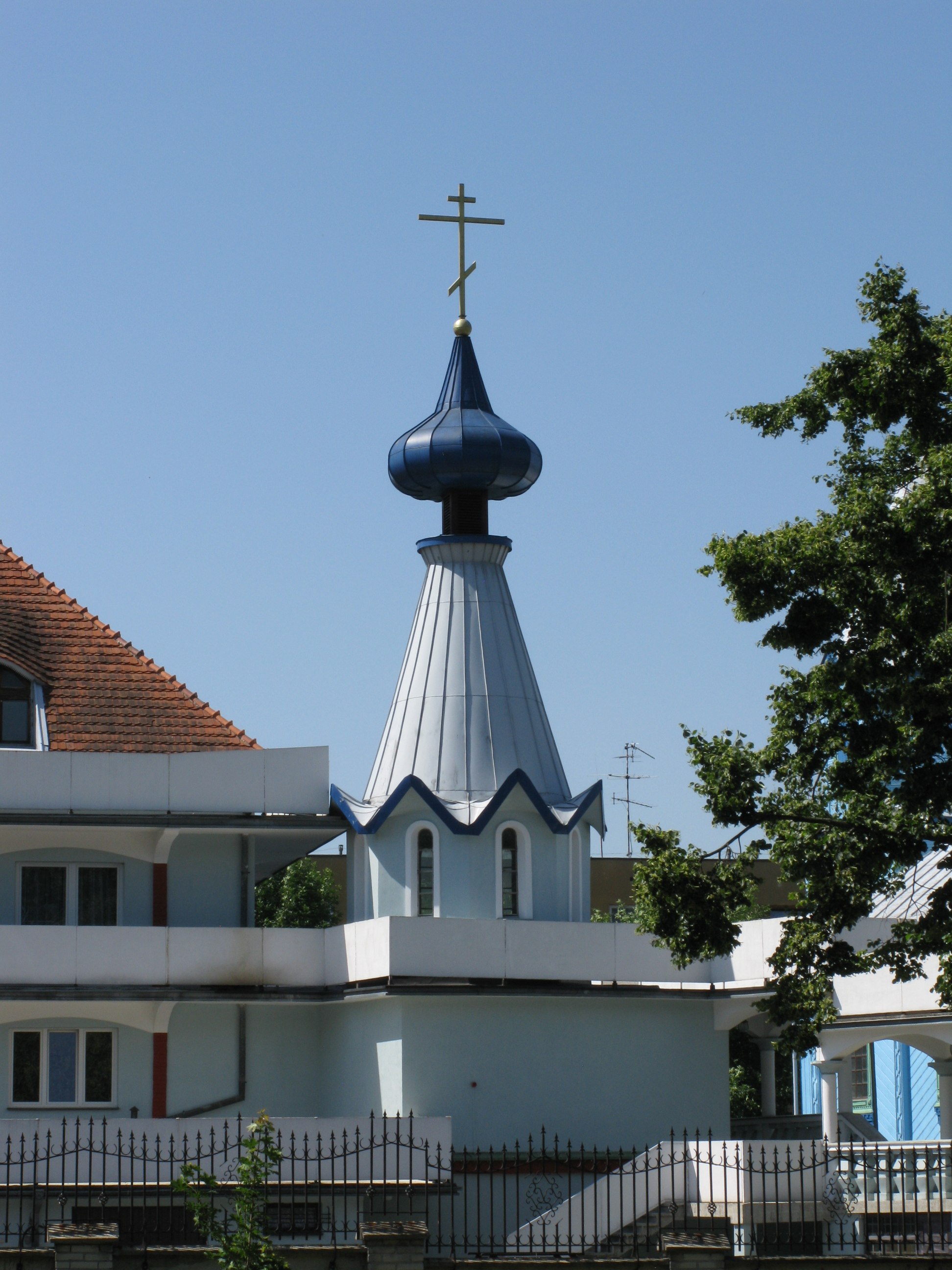
Kaplica domowa – baptysterium św. Jana Chrzciciela

### XVI wiek
Parafia została erygowana za panowania Zygmunta Starego, tj. przed 1548.
Cerkiew św. Michała Archanioła, podobnie jak cerkwie Narodzenia Matki Bożej i św. Mikołaja, powstała w najstarszej, „ruskiej” części miasta, w niedalekim sąsiedztwie zamku. Z braku odpowiednich źródeł nie da się ustalić roku lub okresu jej założenia. Przypuszczalnie cerkiew istniała już w II połowie XV w. Wtedy to z inicjatywy księcia Michała Semenowicza i księżnej Wassy zostały przeprowadzone prace nad zagospodarowaniem obszernego targowiska, położonego na północ od „nowego” zamku w kierunku traktatu brzeskiego. W środkowej części tego placu przy ulicy Wielkiej usytuowano cerkiew, której być może ze względu na pamięć jej fundatora księcia Michała Semenowicza, nadano wezwanie Archanioła Michała.
Wybudowanie cerkwi poświęconej św. Michałowi nieopodal zamku posiadało duże znaczenie dla jego służby zbrojnej. Św. Michał, arcystrateg sił niebiańskich, był bowiem uważany za patrona wojów, rycerzy, obrońców ojczyzny. Cerkiew pod jego patronatem mogła więc pierwotnie spełniać funkcję swoistej świątyni rycerskiej.
Pierwsza udokomentowana informacja o cerkwi św. Michała Archanioła pochodzi z 1563. Z aktu przeprowadzonej wtedy pomiary włócznej dowiadujemy się, że jej duchownym był o. Hleb, który zamieszkiwał w domu, położonym naprzeciwko cerkwi. W sąsiedztwie znajdował się plac cerkiewny, który dzierżawił Waśko Siehieniewicz.
Po drugiej stronie ulicy była usytuowana drewniana cerkiew, obok niej zaś szpital. Cerkiew i szpital znajdowały się na placu o powierzchni 15 prętów. Ogólna ilość placów i ogrodów parafialnych w mieście wynosiła 39,5 pręta, z których część była dzierżawiona. Oprócz tego na uposażenie kleru i szpitala wpływały fundusze z wykorzystania posiadanej ziemi uprawnej. W 1582 parafia posiadała ogółem 9 włók ziemi, z czego 3 włóki znajdowały się w Augustowie, 2 włóki w Strykach (Młodzianowie) oraz 4 włóki koło wsi Gredele, będące w większości uposażeniem szpitala.
Istnienie przy cerkwi szpitala oraz bogate uposażenie ziemskie świadczyły o szczególnej roli cerkwi św. Michała Archanioła wśród innych bielskich świątyń prawosławnych w II połowie XVI w. W tymże okresie przejęła ona od cerkwi Narodzenia Matki Bożej tytuł soboru. Rangę tę cerkiew utrzymywała przez trzy następne stulecia. Wielu bielszczan do dziś nazywa tę cerkiew starym soborem.
Prawdopodobnie już po nadaniu cerkwi rangi soboru świątynia została przebudowana (lub zbudowana od podstaw). Mogło to mieć miejsce po wielkim pożarze Bielska w 1591. Z dekretu nadającego przywilej działającemu przy cerkwi bractwu Bohojawleńskiemu wynika że sobór był świątynią trójnawową, posiadającą trzy ołtarze: główny poświęcony na cześć Objawienia Pańskiego (Bohojawlenia), a boczne – św. Archaniołowi Michałowi oraz Świętym Apostołom Piotrowi i Pawłowi. Dekret wydał 29 czerwca 1594 biskup włodzimiersko-brzeski Hipacy Pociej.
Działalność edukacyjna bractwa Bohojawleńskiego stała się czynnikiem odnowy duchowo-intelektualnej Cerkwi Prawosławnej na całym Podlasiu. W 1596 bractwo zdecydowanie sprzeciwiło się zawartej w Brześciu unii, co spowodowało konflikt z proboszczem parafii, będącym jednocześnie bielskim protopopem (dziekanem).

### XVII wiek
Po 1609, tj. po przyjęciu postanowień unii przez monaster supraski nasiliły się naciski na bractwo Bohojawleńskie, mające na celu odejście wiernych od prawosławia, a w 1621 cerkiew podporządkowano biskupowi unickiemu. Ówczesny dziekan bielski i jednocześnie proboszcz parafii (ks. Teodor Jakubowicz) był gorącym zwolennikiem unii. Jednak dzięki staraniom przewodniczącego bractwa, Sawy Hliwczyca, król Władysław IV Waza zajął przychylne stanowisko wobec prawosławnych – 28 lutego 1633 potwierdził przywileje bractwa, a 14 marca tegoż roku wydał uniwersał, nakazującym zwrot cerkwi dyzunitom. Społeczność prawosławna uzyskała też wsparcie od metropolity kijowskiego Piotra Mohyły, który skierował do Bielska ks. Teofila Leontowicza; duchowny ten został w sierpniu 1633 proboszczem parafii Bohojawleńskiej. Świątynia została ostatecznie zwrócona prawosławnym 10 marca 1636.
16 maja 1636 cerkiew Bohojawleńska została przy pomocy wojska przejęta przez kler unicki. Niektórzy obrońcy cerkwi zostali dotkliwie pobici, a wnętrze świątyni zdemolowano. 18 lutego 1637 przed sądem królewskim rozpoczął się proces o prawo własności do cerkwi. Po kilku miesiącach sprawa zakończyła się pomyślnie dla wspieranych przez władzę świecką unitów.
W 1674 dokonano wizytacji generalnej parafii (akt wizytacyjny zaginął w 1915).

### XVIII wiek
W 1716 proboszczem został ks. Sylwester Sieckiewicz, powołany na to stanowisko przez metropolitę Leona Kiszkę. Od 1721 ks. Sieckiewicz administrował również bielską parafią Świętej Trójcy (Troicką). W latach 20. XVIII w. rozebrano cerkiew Bohojawleńską, a jej wyposażenie przeniesiono do tymczasowej kaplicy. W miejscu rozebranej cerkwi wzniesiono nową świątynię, o czym informuje sprawozdanie z wizytacji generalnej, która miała miejsce w 1728. Nową cerkiew wyposażono zgodnie z zaleceniami synodu zamojskiego – w świątyni nie umieszczono ikonostasu, natomiast pojawił się kunsztownie zdobiony, okazały ołtarz z płóciennym obrazem Epifanii oraz dwa boczne ołtarze z ikonami Bogurodzicy i św. Michała Archanioła. Cerkiew, jako świątynia soborowa, została wyposażona w liczne księgi, szaty i utensylia liturgiczne. Ówczesny proboszcz, ks. Mikołaj Odelski zamieszkiwał plebanię składającą się z dwóch głównych pomieszczeń – izby białej i alkierza. Obok plebanii mieściła się piekarnia, a po drugiej stronie ulicy – budynki gospodarcze, kryte słomą.
W 1774, kiedy proboszczem był ks. Piotr Korytyński, parafia powróciła do swojego pierwotnego wezwania – św. Michała Archanioła. Nazwa Bohojawleńska pojawiała się już tylko okazyjnie (ostatni raz 15 października 1777). W latach 1785–1793 parafią Michajłowską administrował  ks. Jan Giżewski, proboszcz parafii Preczystieńskiej. W tym okresie wzniesiono kolejną cerkiew (ukończoną w 1789), istniejącą do dziś.

### XIX wiek

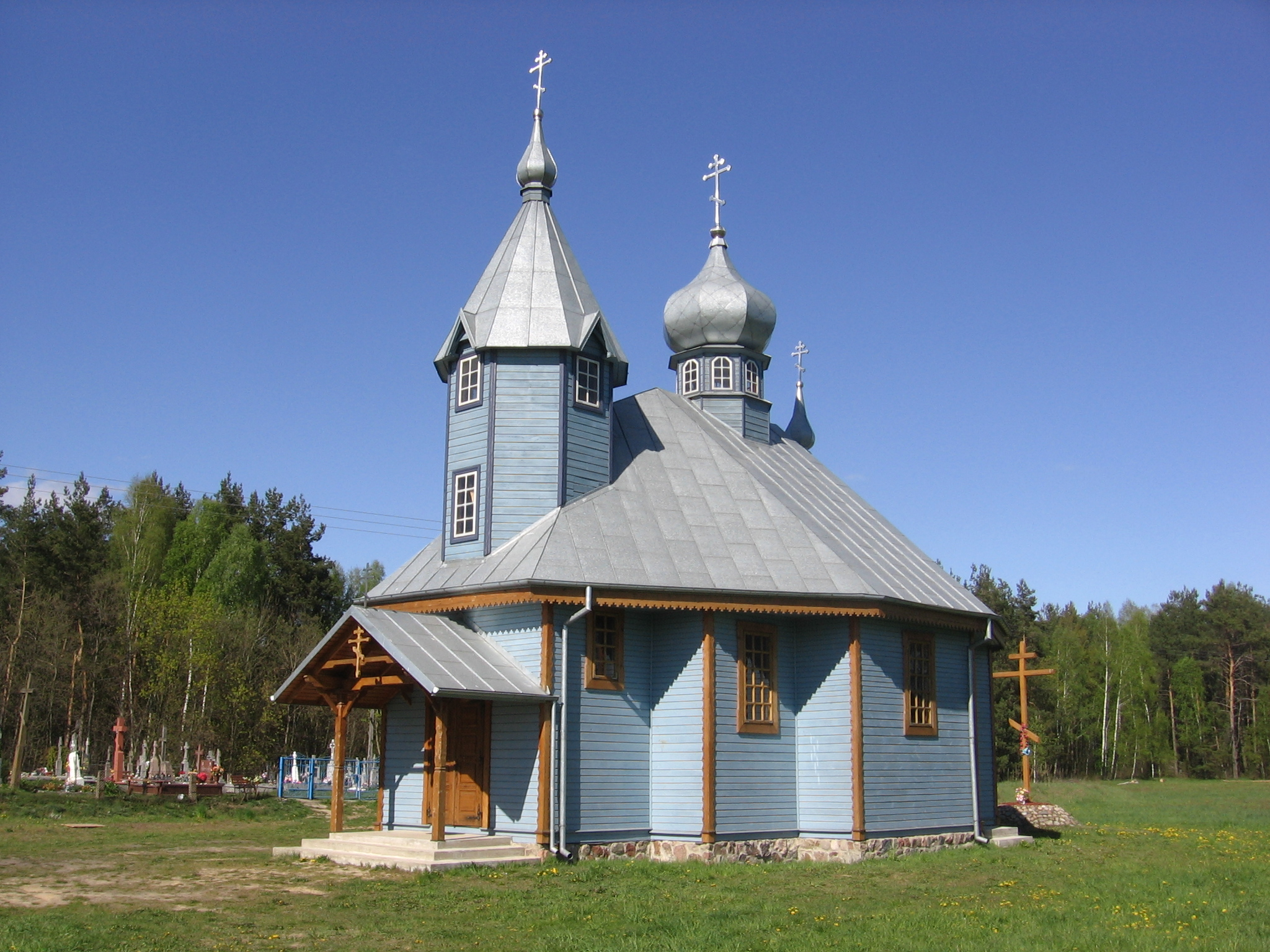
Cerkiew Ikony Matki Bożej Pomnożycielki Chlebów w Szastałach

Od 1819 proboszczem był ks. Stefan Bielawski. W 1839, po likwidacji unii na Białostocczyźnie, parafia została włączona do Rosyjskiego Kościoła Prawosławnego. W latach 40. XIX w. władze miasta nakazały proboszczowi wyremontować cerkiew i dzwonnicę, będące w złym stanie technicznym. Prace rozpoczęto jednak dopiero w 1860, po przyjściu nowego proboszcza, ks. Grzegorza Pienkiewicza. W organizacji remontu świątyni aktywnie uczestniczyło bractwo cerkiewne oraz komitet parafialny, utworzony w 1864. W 1872 wzniesiono nowy dom parafialny. Kolejny proboszcz, ks. Augustyn Taranowicz zorganizował czterogłosowy chór parafialny (do tego czasu na nabożeństwach śpiewał ogół wiernych).
Pod koniec XIX w. na terenie parafii zaczęto organizować cerkiewne szkolnictwo – otwarto szkoły gramoty w Pilikach (1885), Proniewiczach (1885), Spiczkach (1890), Szastałach (1899), a także szkoły parafialne (męską i żeńską) w Bielsku Podlaskim (1891), w których wykładała córka ówczesnego proboszcza, Zofia Taranowicz.
W 1900 parafię wizytował metropolita wileński i litewski Juwenaliusz. W tym czasie wspólnota liczyła ponad 1500 wiernych.

### XX wiek
Na początku XX w. nastąpił dalszy rozwój szkolnictwa parafialnego. W latach 1901–1902 szkołom w Pilikach i Proniewiczach nadano status cerkiewno-parafialnych, a w 1912 szkoła w Pilikach stała się ministerialną (narodnoje uczyliszcze).
W latach 1913–1915, gdy proboszczem był ks. Andrzej Jaruszewicz, nad kruchtą cerkwi dobudowano wieżę-dzwonnicę. Prace wykończeniowe zostały jednak przerwane przez działania wojenne, wskutek których parafia zawiesiła działalność (większość wiernych w lipcu 1915 udała się na bieżeństwo).
Reaktywacja parafii nastąpiła w 1918. Proboszczem został ks. Aleksy Winogradow, który jednak wkrótce zmarł wskutek epidemii tyfusu. W 1922 powrócił z bieżeństwa (z Połtawy) pochodzący z Bielska ks. Lew Tymiński, który we wrześniu tegoż roku objął funkcję proboszcza. W tym czasie parafia liczyła ponad 4500 wiernych wskutek dołączenia dawnych parafii w Brańsku, Boćkach, Podbielu oraz Woskresieńskiej w Bielsku Podlaskim. Pod kierownictwem ks. Tymińskiego, mimo niesprzyjających warunków i trudności materialnych, kontynuowano prace budowlano-remontowe w świątyni parafialnej, remontowano cerkwie filialne oraz odbudowano ogrodzenie cmentarza. Przebudowę cerkwi Michajłowskiej ukończono w 1926, natomiast pozostałe prace trwały do 1936. Ks. Tymiński zmarł pod koniec 1937; jego następcą został w kwietniu 1938 ks. Bazyli Gurniejczuk. Aktywna działalność duszpasterska nowego proboszcza przyczyniła się do znacznego wzrostu frekwencji na niedzielnych nabożeństwach. Dotyczyło to głównie mieszkańców pobliskich wsi; większa część prawosławnej warstwy urzędniczej nie udzielała się czynnie w życiu parafii (z obawy przed utratą stanowisk).
W okresie II wojny światowej i w pierwszych latach po jej zakończeniu proboszczem był ks. Dymitr Stempkowski, przybyły ze zlikwidowanej w 1938 parafii w Majdanie Kniażpolskim koło Biłgoraja. W latach 1939–1941 i 1944–1946 parafia podlegała Rosyjskiemu Kościołowi Prawosławnemu. W 1940 okupacyjne władze radzieckie skonfiskowały ponad 36 ha gruntów parafialnych, przeznaczając je pod budowę lotniska. Rozebrano też niektóre przycerkiewne budynki gospodarcze. W 1941 reaktywowano parafię Woskresieńską; po tym zdarzeniu parafia Michajłowska liczyła 1332 wiernych. Pod koniec 1945 proboszcz zaczął czynić starania o ponowne włączenie parafii do Polskiego Autokefalicznego Kościoła Prawosławnego, co nastąpiło w 1946. Ówczesny wikariusz, duszpasterz młodzieży parafialnej ks. Konstanty Bajko został w 1946 zesłany przez władze komunistyczne na Syberię.
W 1952 kolejnym proboszczem został ks. Anatol Kulczycki. Jego następca, ks. Aleksy Znosko (proboszcz w latach 1955–1957) dokonał rozgraniczenia miasta według przynależności parafialnej. Podział ten przetrwał ponad 40 lat, tj. do czasu erygowania kolejnych bielskich parafii prawosławnych. W 1956 powrócił z zesłania ks. Konstanty Bajko, który wznowił odprawianie porannych liturgii dla dzieci i młodzieży (duchowny ten pełnił funkcję prefekta bielskich szkół średnich).
W 1957 probostwo w parafii Michajłowskiej objął ks. Anatol Mackiewicz, który sprawował tę funkcję przez 22 lata. W początkach jego posługi wyremontowano obydwie cerkwie (parafialną i cmentarną) oraz dom parafialny. Do sprawnego przeprowadzenia prac przyczyniło się w dużej mierze bractwo cerkiewne, liczące 25 członków w 1960. W owym roku do parafii należało 1484 wiernych. W latach 60. i 70. nastąpił znaczny wzrost liczby parafian, spowodowany migracją ludności z okolicznych wsi i powstaniem w obrębie miasta nowych osiedli (zarówno blokowych, jak i jednorodzinnych). W lutym 1972 uroczyście obchodzono 50-lecie święceń kapłańskich proboszcza.
W lipcu 1979 proboszczem parafii został mianowany ks. Leoncjusz Tofiluk. W tym czasie rozpoczęto w Urzędzie Wojewódzkim starania o budowę nowego domu parafialnego. Ostatecznie (w czerwcu 1980) zatwierdzono projekt autorstwa prof. Aleksandra Grygorowicza z Poznania. Budynek o powierzchni 337 m² wzniesiono w latach 1981–1984. 7 października 1982 Urząd Miejski zatwierdził plan rozbudowy cerkwi parafialnej (powiększenie prezbiterium o 120 m²), również opracowany przez prof. Grygorowicza.

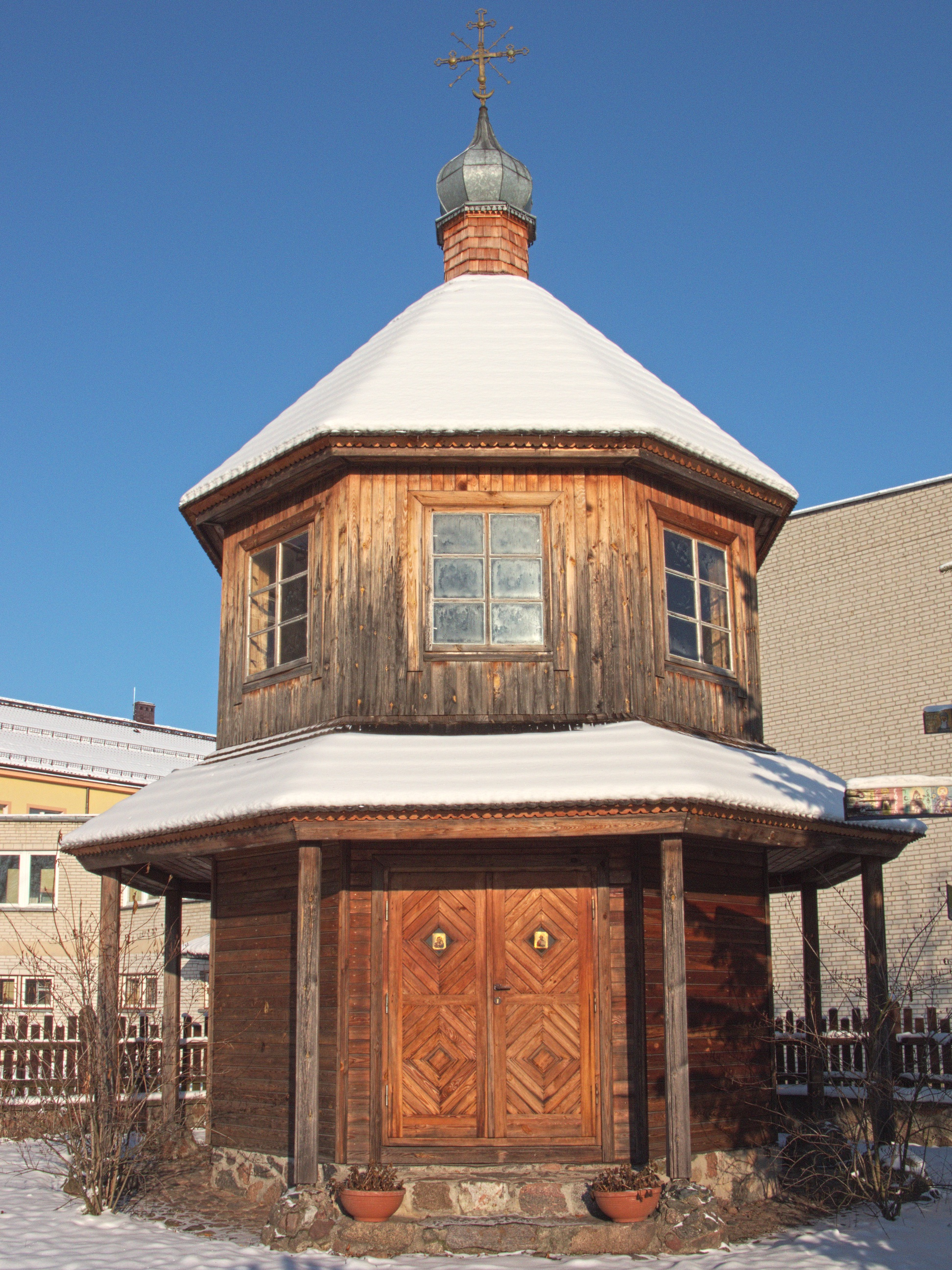
Kaplica św. Mikołaja

W 1984 parafia Michajłowska nawiązała partnerskie stosunki z parafią Świętych Apostołów Piotra i Pawła w Nurmes w Finlandii. Dzięki pomocy materialnej ze strony prawosławnych Finów parafia utworzyła wydawnictwo z własną bazą poligraficzną. Początkowo produkowano druki parafialne i materiały katechetyczne (m.in. śpiewniki), a w 1986 zaczęto wydawać miesięcznik „Łampada”, przeznaczony głównie dla dzieci i młodzieży (był to pierwszy periodyk w historii bielskiego prawosławia).
W 1987 rozpoczęto rozbudowę prezbiterium cerkwi, a także dokonano inwentaryzacji cmentarza. W tym samym roku w świątyni parafialnej koncertował chór „Doxofonia” z Finlandii. W 1988 w parafii obchodzono 1000-lecie chrztu Rusi; w głównej uroczystości (21 listopada) wzięły udział delegacje z Rosyjskiego Kościoła Prawosławnego – z eparchii smoleńskiej i wiaziemskiej oraz z Wilna. Jesienią 1989 zakończono prace budowlane przy cerkwi parafialnej. Konsekracja świątyni miała miejsce 19 listopada 1989. Trzy nowe prezbiteria poświęcono św. Michałowi Archaniołowi, św. Męczennikowi Stefanowi oraz św. Mikołajowi Cudotwórcy. Od 1991 uroczystość Przeniesienia Relikwii św. Mikołaja (9/22 maja) obchodzona jest jako jedno ze świąt parafialnych. W 1994 parafia uzyskała grunty, na których znajdowała się spalona w 1941 (wskutek walk niemiecko-radzieckich) cerkiew św. Mikołaja. W 1996 na tym terenie (z inicjatywy Doroteusza Fionika oraz środków Bractwa Młodzieży Prawosławnej) wzniesiono drewnianą kaplicę pod wezwaniem św. Mikołaja, będącej repliką kaplicy z 1930, również zniszczonej w 1941.
W latach 1992–1994 ostatecznie uprawomocniono kwestie własnościowe wszystkich nieruchomości parafialnych. 

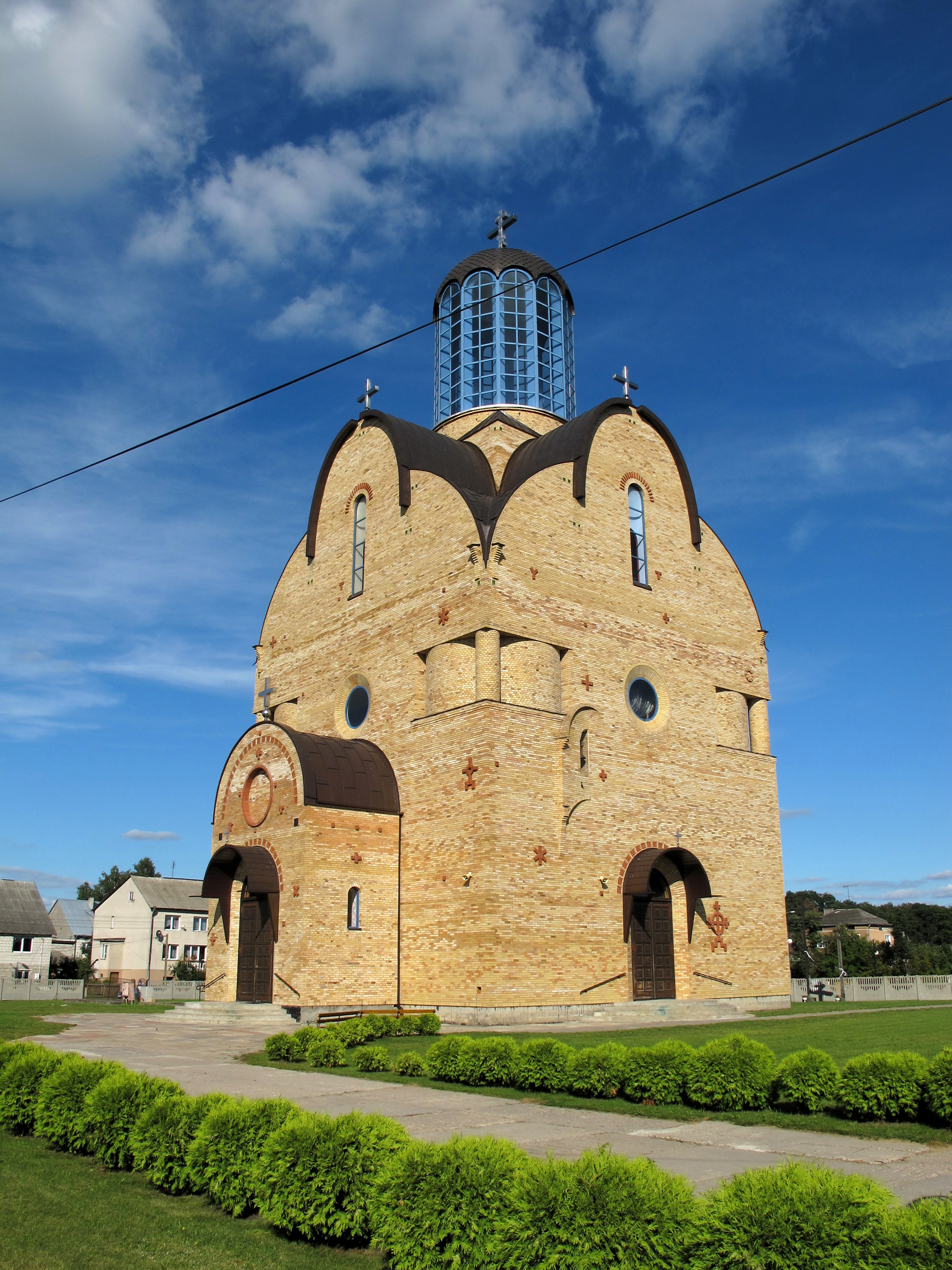
Cerkiew Opieki Matki Bożej

W 1991 w znajdującej się na cmentarzu cerkwi Świętej Trójcy (Troickiej) zaczęto regularnie odprawiać nabożeństwa. Przy cerkwi utworzono samodzielny chór. Świątynię odmalowano i wyposażono w nowe utensylia. W 1995 rozpoczęto starania o budowę nowej cerkwi w południowej części Bielska Podlaskiego. W 1996 – m.in. dzięki pomocy Urzędu Miasta – uzyskano działkę budowlaną przy ulicy Władysława Stanisława Reymonta. Plac budowy został poświęcony 17 listopada 1996. Projekt cerkwi i budynków pomocniczych opracował architekt Jerzy Uścinowicz. 10 marca 1998 dekretem arcybiskupa Sawy (w tym czasie p.o. metropolity), południową część miasta oddzielono od parafii św. Michała Archanioła i erygowano nową parafię Opieki Matki Bożej.

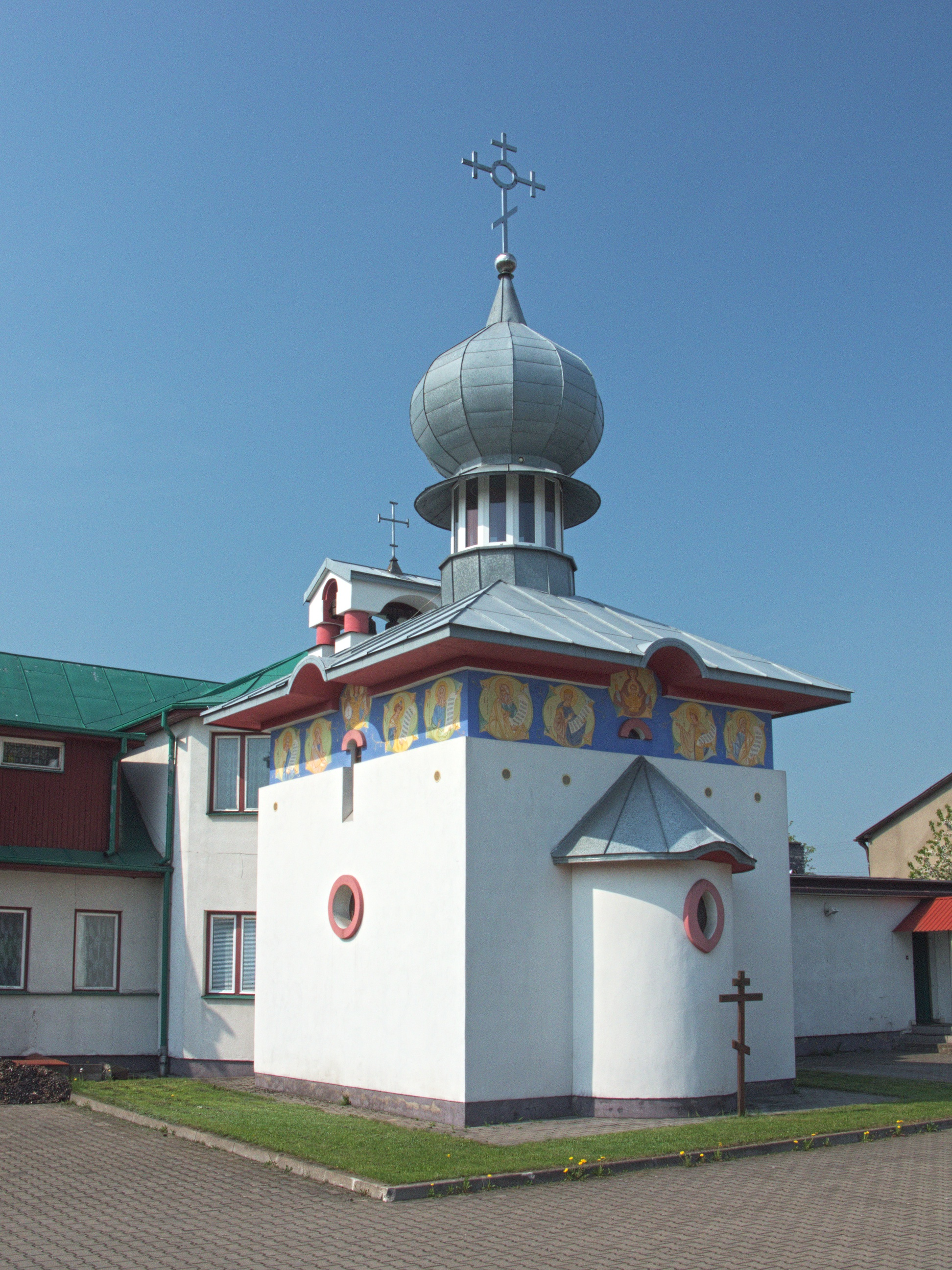
Kaplica akademicka

Wiosną 1991 z inicjatywy proboszcza utworzono w Bielsku Podlaskim szkołę ikonograficzną, jako kontynuatorkę organizowanych od 1983 obozów ikonograficznych. Początkowo zajęcia odbywały się w domu parafialnym, w bardzo trudnych warunkach lokalowych. W marcu 1995 szkoła została wpisana do rejestru szkół niepublicznych pod nazwą Policealne Studium Ikonograficzne. W tym samym roku miasto przekazało parafii budynek dawnego przedszkola (przy ulicy Franciszka Żwirki i Stanisława Wigury 26), z przeznaczeniem na siedzibę szkoły. Po dokonaniu niezbędnego remontu i adaptacji budynku do nowych funkcji, rozpoczęto w 2000 budowę kaplicy akademickiej według projektu Jerzego Uścinowicza.
W 1999 w należącej do parafii wsi Szastały rozpoczęto (na nabytych rok wcześniej gruntach, w bezpośrednim sąsiedztwie cmentarza) budowę drewnianej cerkwi. Świątynię zaprojektował Zachary Szachowicz, natomiast głównym wykonawcą robót był cieśla Józef Czołomiej.

### XXI wiek
W 2002 zakończono główne prace przy budowie kaplicy akademickiej, która została konsekrowana 31 października tegoż roku pod wezwaniem Świętej Trójcy. W 2003 udoskonalono działalność cerkiewnych chórów, wprowadzając śpiew neumatyczny. W 2005 ukończono budowę cerkwi filialnej w Szastałach, którą konsekrowano pod wezwaniem Ikony Matki Bożej Pomnożycielki Chlebów.
W parafii pracuje 5 duchownych (proboszcz i 4 wikariuszy), działają 3 chóry cerkiewne (dorosłych i 2 młodzieżowe). Nabożeństwa w cerkwi parafialnej sprawowane są codziennie – rano i wieczorem. Planowana jest rozbudowa Studium Ikonograficznego.